# Människooffer

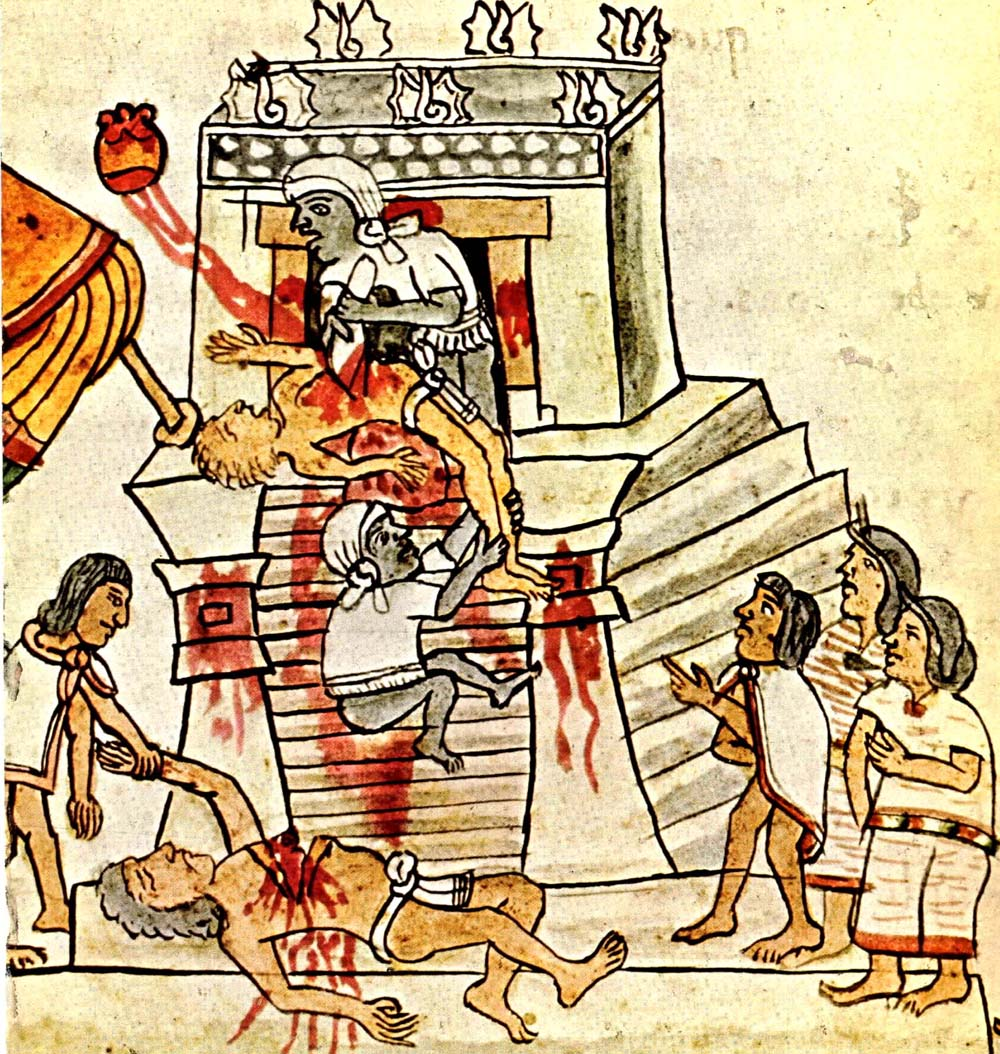
Människor offras av aztekerna

Människooffer, det rituella dödandet av människor, har historiskt sett förekommit i de flesta kulturer och förekommer i ett fåtal länder även idag.
Syftet med offren har varit vitt skilda.

## Offer vid begravningsritualer
Människooffer har ofta förekommit som en del av begravningsritualer. Syftet har då varit att offren skulle vara tjänare eller sällskap åt den döde i livet efter detta. Denna typ av människooffer förekom bland annat under den kinesiska Shangdynastin och den svenska vikingatiden.
Inom Hinduismen förekom änkebränning vilket innebär att änkan brändes levande på sin makes likbål.

## Offer till en gudom

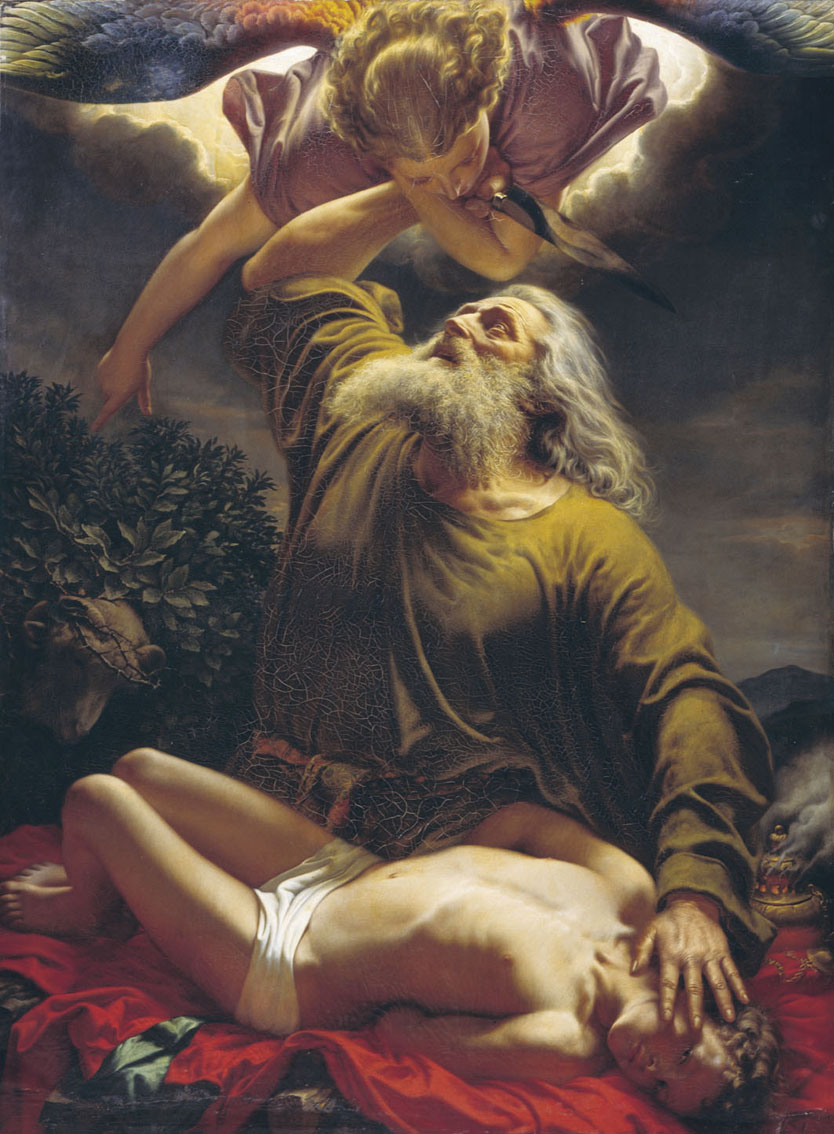
Abraham står i färd att offra Isak

### Offer för ökad fruktbarhet
Offer till fruktbarhetsgudar förekom bland annat i den nordiska mytologin, där man utförde människooffer (oftast trälar) till asaguden Frej och inom aztekernas kultur där hjärtat skars ut ur offret och offrades till solguden.
I vissa kulturer kunde en åldrande ledare eller kung offras för att bevara landets fruktbarhet.

### Syndabock
Det har hänt att den offrade varit en ställföreträdare och alltså offrats för någon annans synder eller skuld.
Denna typ av offer är en tolkning när det gäller Jesus död på korset då han, enligt kristendomen, dog för att försona mänsklighetens synder.

## Kannibalism
Rituell kannibalism var vanligt förekommande i samband med människooffer. Deltagarna i ritualen identifierade sig då med offret genom att äta delar av dess kropp.

## Människooffer i olika kulturer

### Germanien och Norden
I fornnordisk mytologi har människooffer förekommit inom blot. Domald var en svensk sagokung som sägs ha offrats för att skördarna skulle bli bättre. Enligt asatron ska Oden ha hängt sig och så offrade sig själv till sig själv för att få kunskap.

## Källhänvisningar
1. ↑  ”människooffer”. Nationalencyklopedin. http://www.ne.se/m%C3%A4nniskooffer. Läst 11 november 2013.
2. ↑  Victoria and Albert Museum, Online Museum (9 juni 2011). ”Burial in China”. www.vam.ac.uk. http://www.vam.ac.uk/content/articles/b/burial-customs-china/. Läst 3 april 2019.
3. ↑  Wikström af Edholm 2023, sid. 13-14.

- Wikström af Edholm, Klas (2023). Vikingatidens människooffer. Stockholm: Natur & Kultur. ISBN 978-91-27-18280-6.